# فردریک بازیل

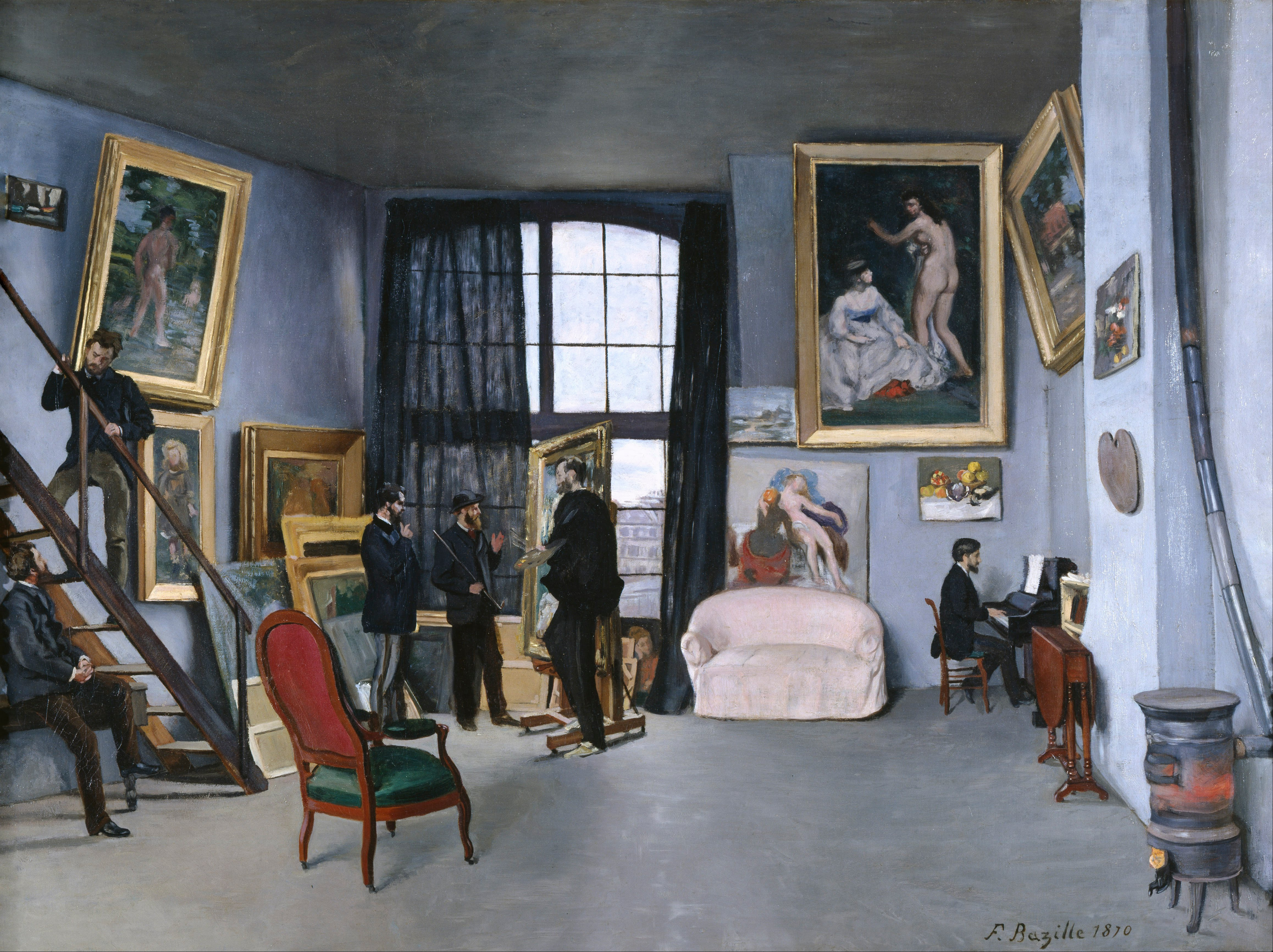
استودیو در خیابان دلا کوندامین، استودیوی نقاشی بازیل در پاریس، به همراه کلکسیونش و در میان دوستانش، از جمله ادوار مانه، پیر آگوست رنوآر، ادموند متر و زکری آستراک را نشان می‌دهد.

فردریک بازیل (فرانسوی: Frédéric Bazille‎) (۶ دسامبر ۱۸۴۱–۲۸ نوامبر ۱۸۷۰) نقاش مشهور فرانسوی سبک امپرسیونیسم بود.

## زندگی‌نامه
فردریک بازیل در ۶ دسامبر ۱۸۴۱ در شهر مون‌پلیه و در یک خانواده ثروتمند پروتستان به دنیا آمد. به نقاشی علاقه‌مند بود و خانواده‌اش به شرط این که در رشته پزشکی تحصیل کند اجازه دادند که نقاشی بکشد. برای پزشک شدن به پاریس رفت و در آنجا پیر آگوست رنوآر و آلفرد سیسلی را ملاقات کرد. پس از آن که در امتحانات پزشکی موفق نشد به صورت تمام وقت به نقاشی پرداخت. در آن زمان دوستان نزدیکش نقاشانی چون آلفرد سیسلی، کلود مونه و ادوارد مانه بودند. او فردی سخاوتمند و بخشنده بود و با در اختیار گذاشتن کارگاهش نقاشان دیگر را حمایت می‌کرد.

برخی از مشهورترین کارهایش را تا ۲۳ سالگی کشیده بود. وی در جنگ فرانسه و پروس شرکت داشت و در جریان آن جنگ و در ۲۸ سالگی کشته شد.

## نگارخانه

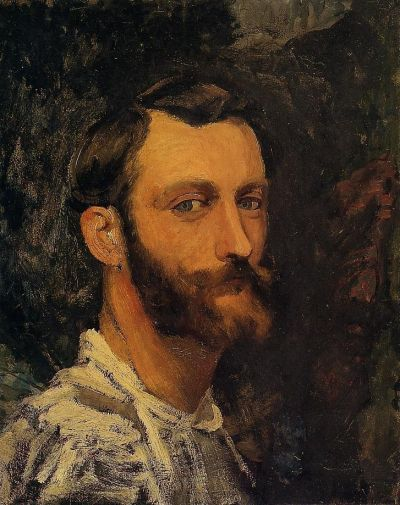
خودنگاره تاریخ نامشخص
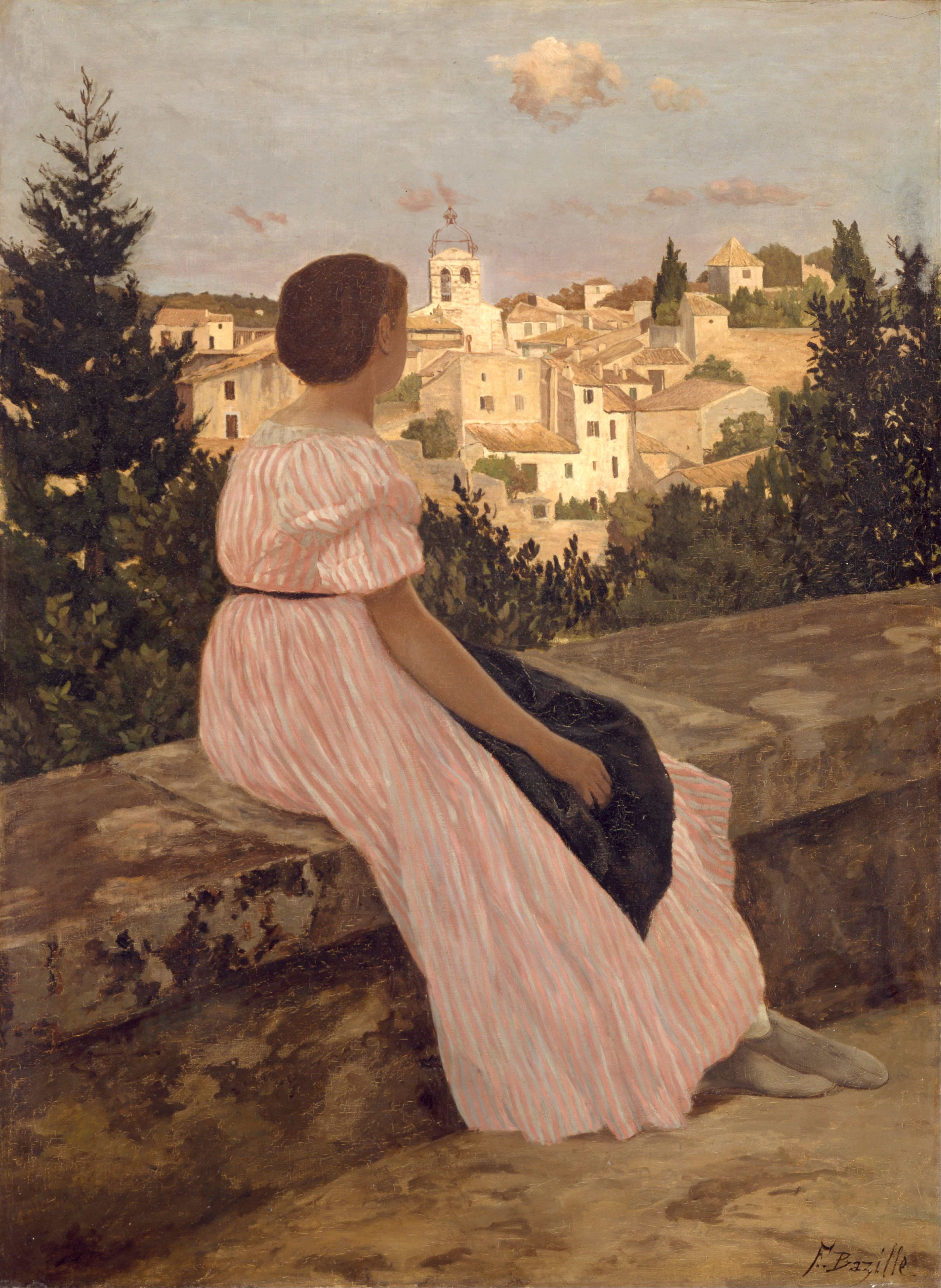
پیراهن صورتی، ۱۸۶۴
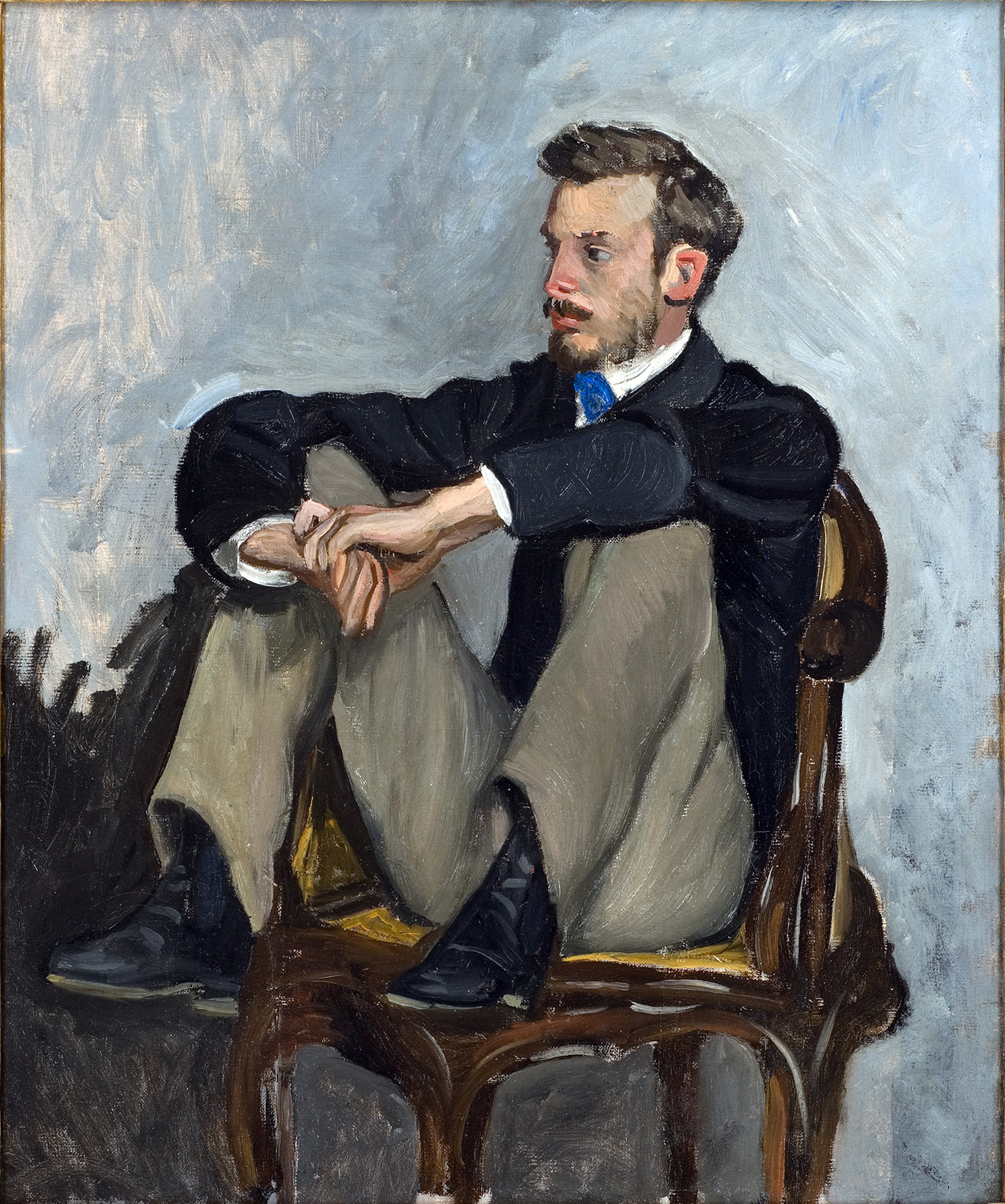
نگاره رنوآر، ۱۸۶۷
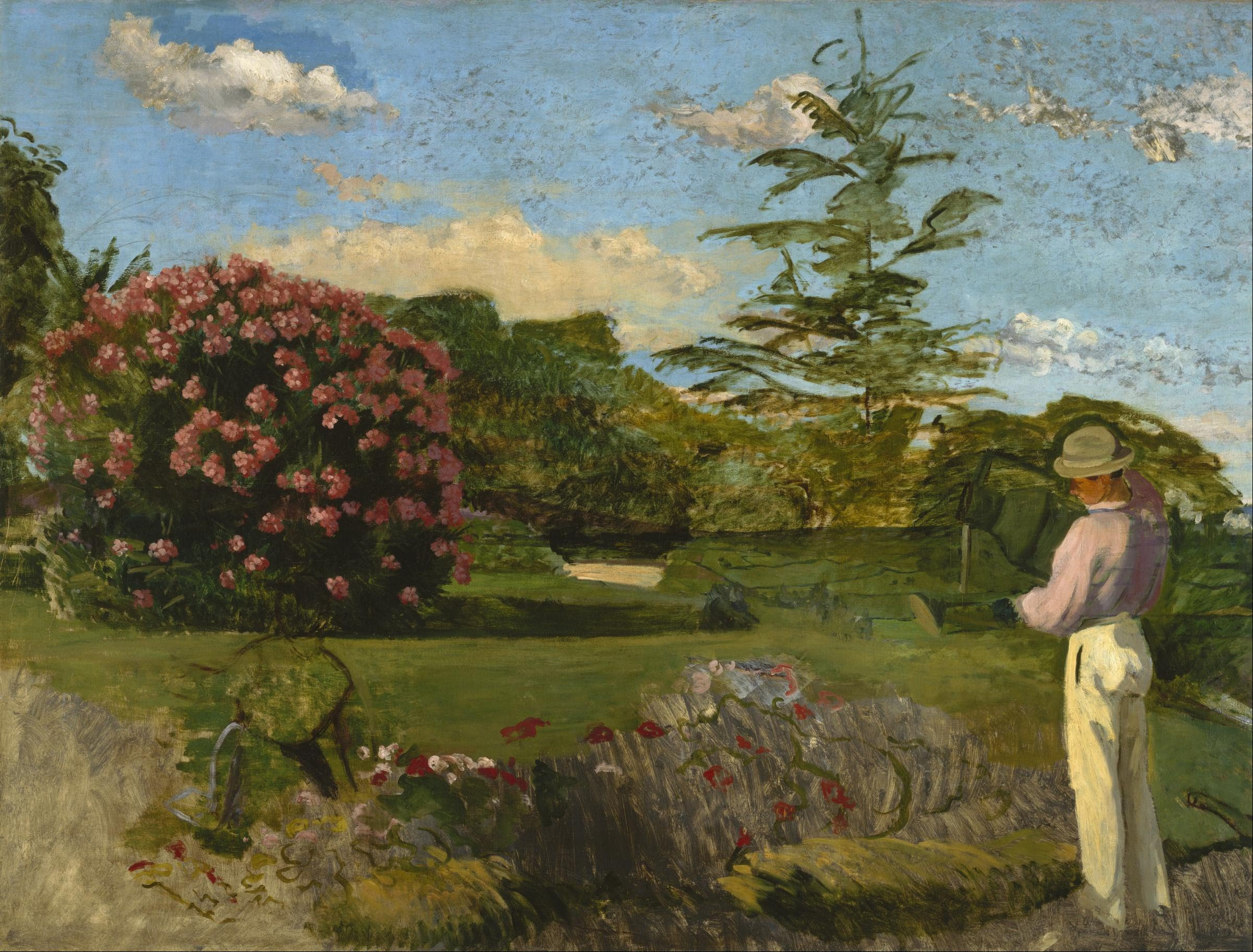
باغ کوچک ۱۸۶۶-۶۷
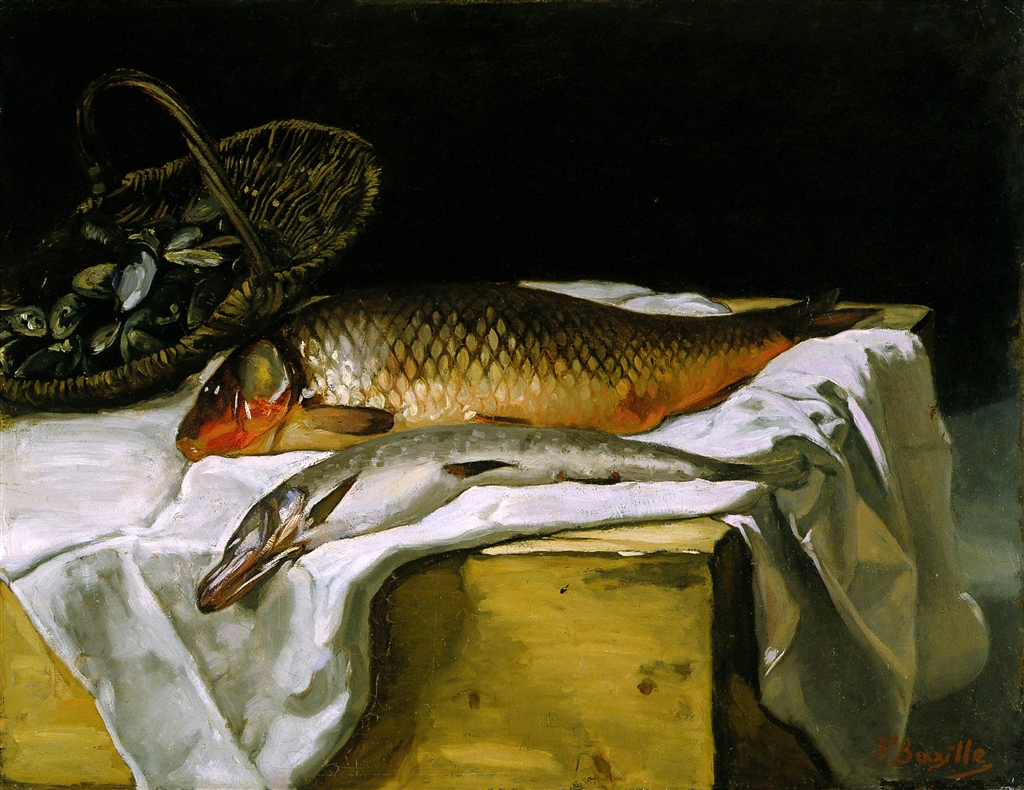
طبیعت بی‌جان، ۱۸۶۶-۶۷.
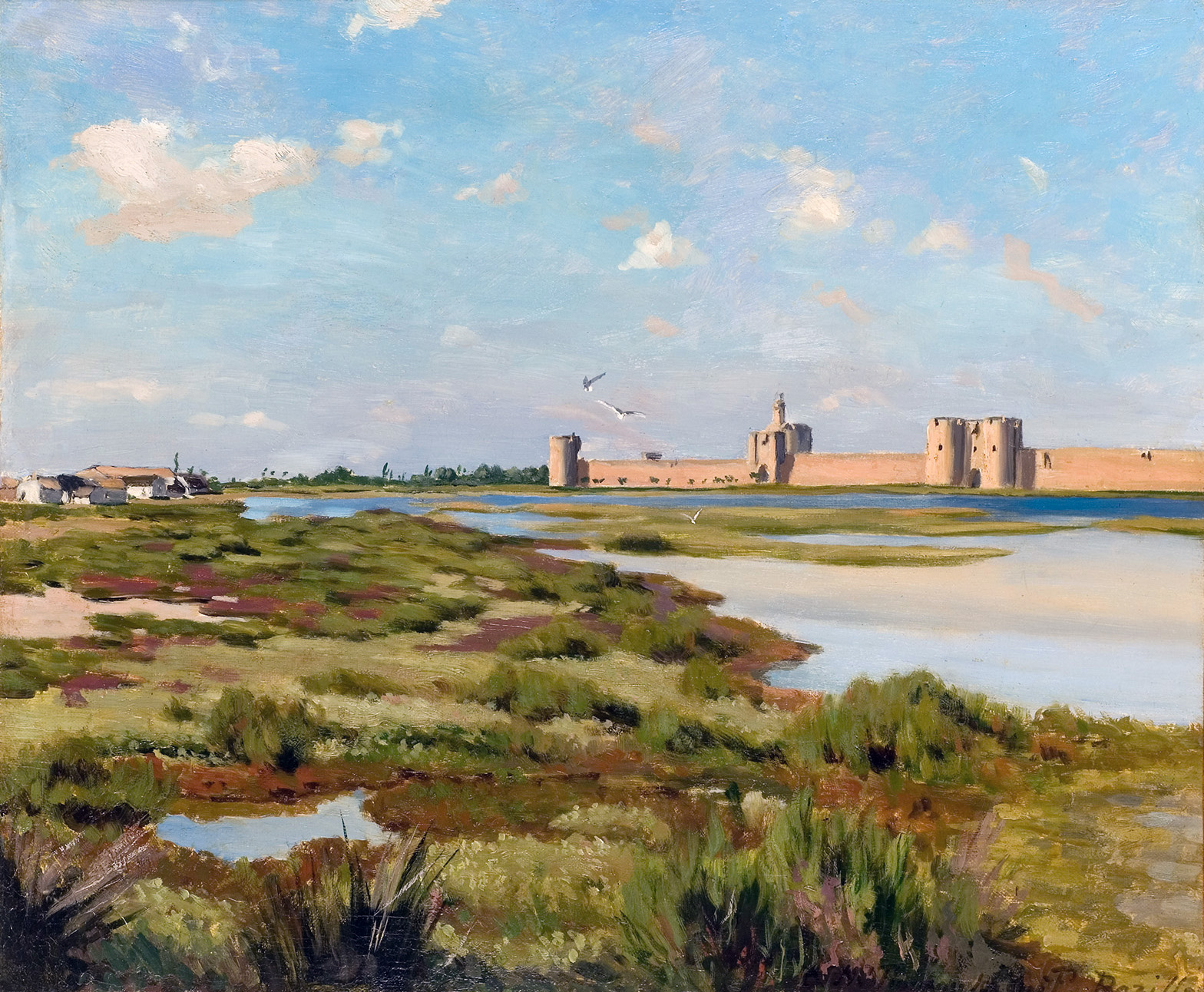
Aigues-Mortes, 1867
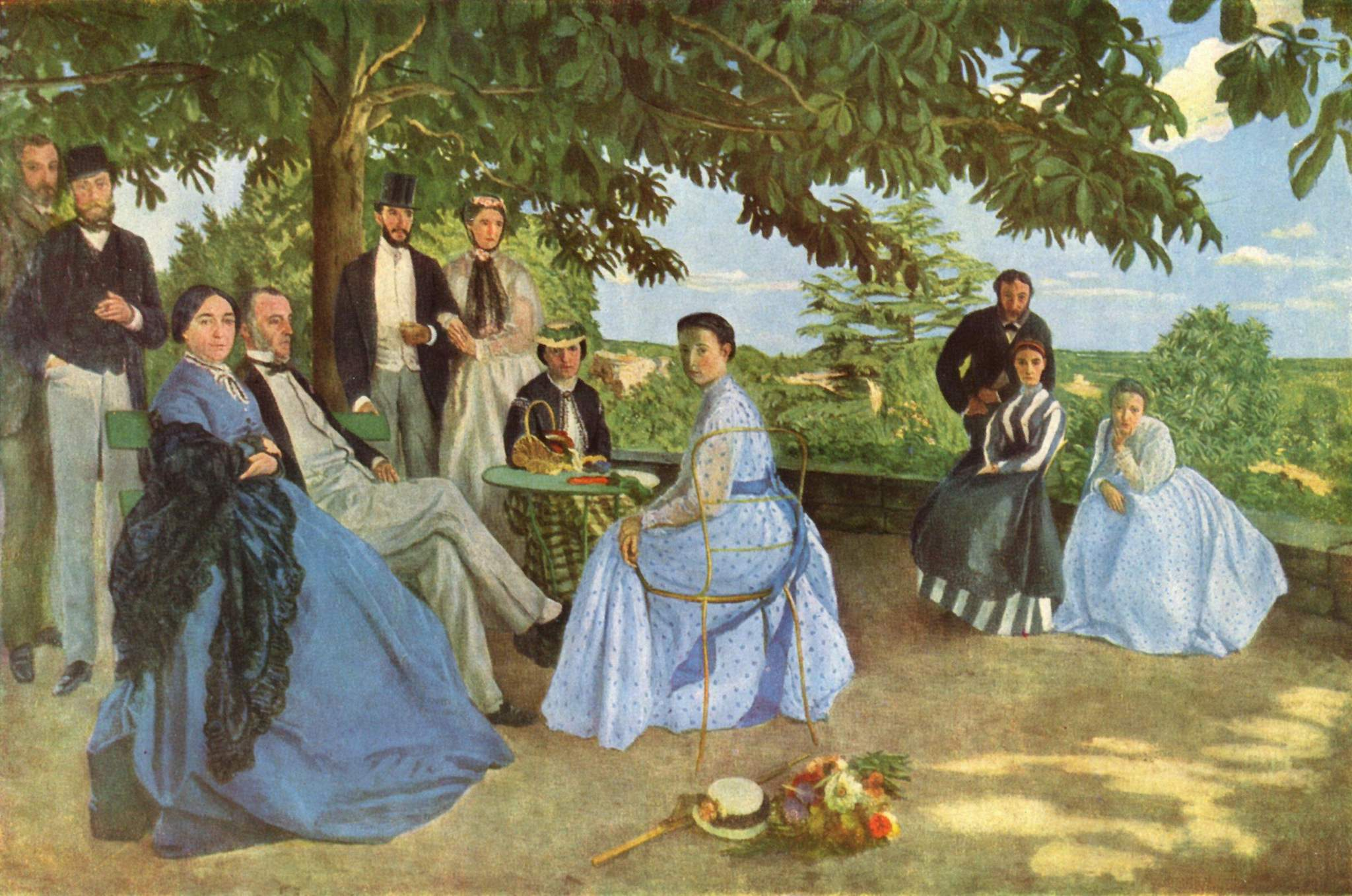
دیدار خانوادگی، ۱۸۶۷
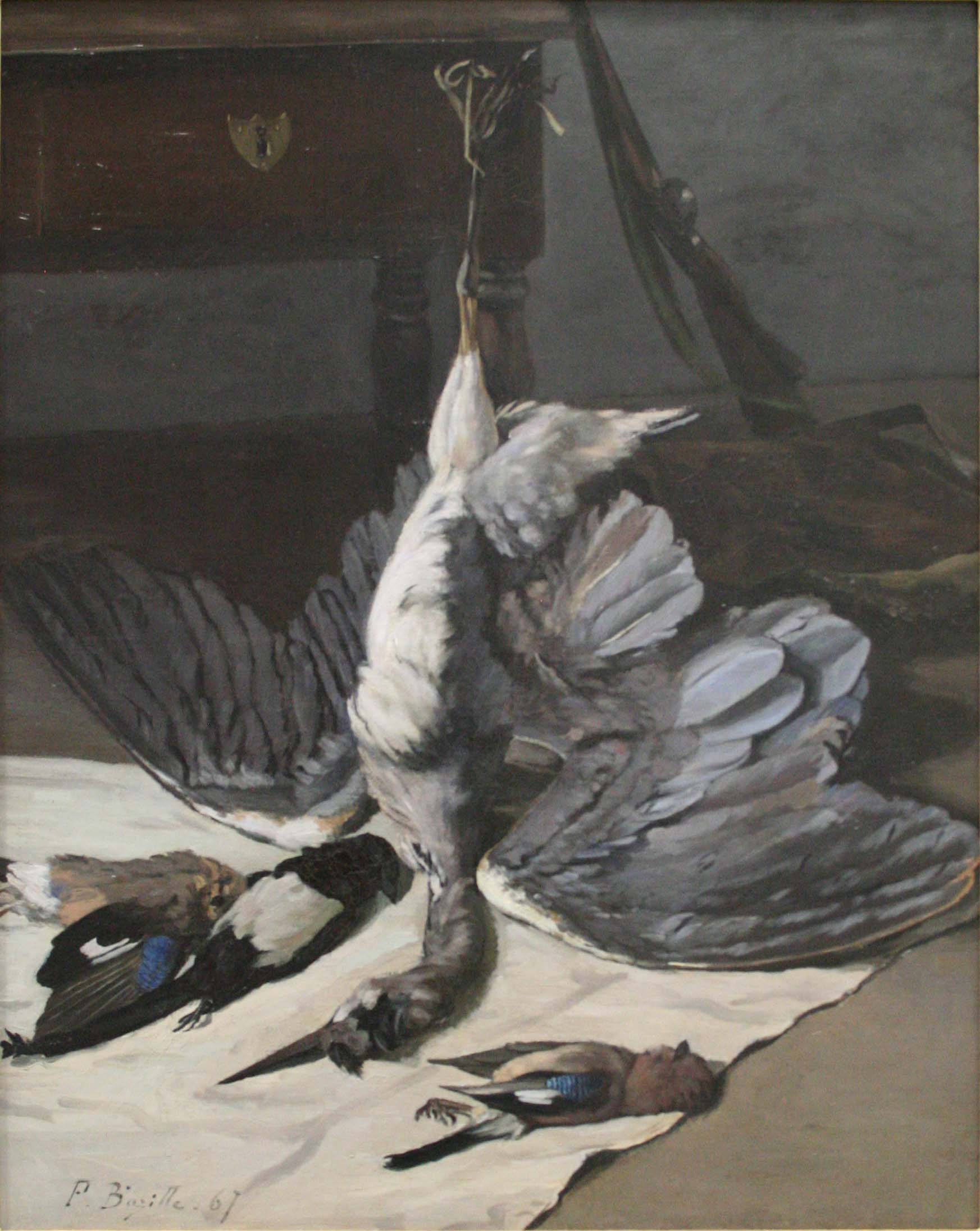
طبیعت بی‌جان، ۱۸۶۷
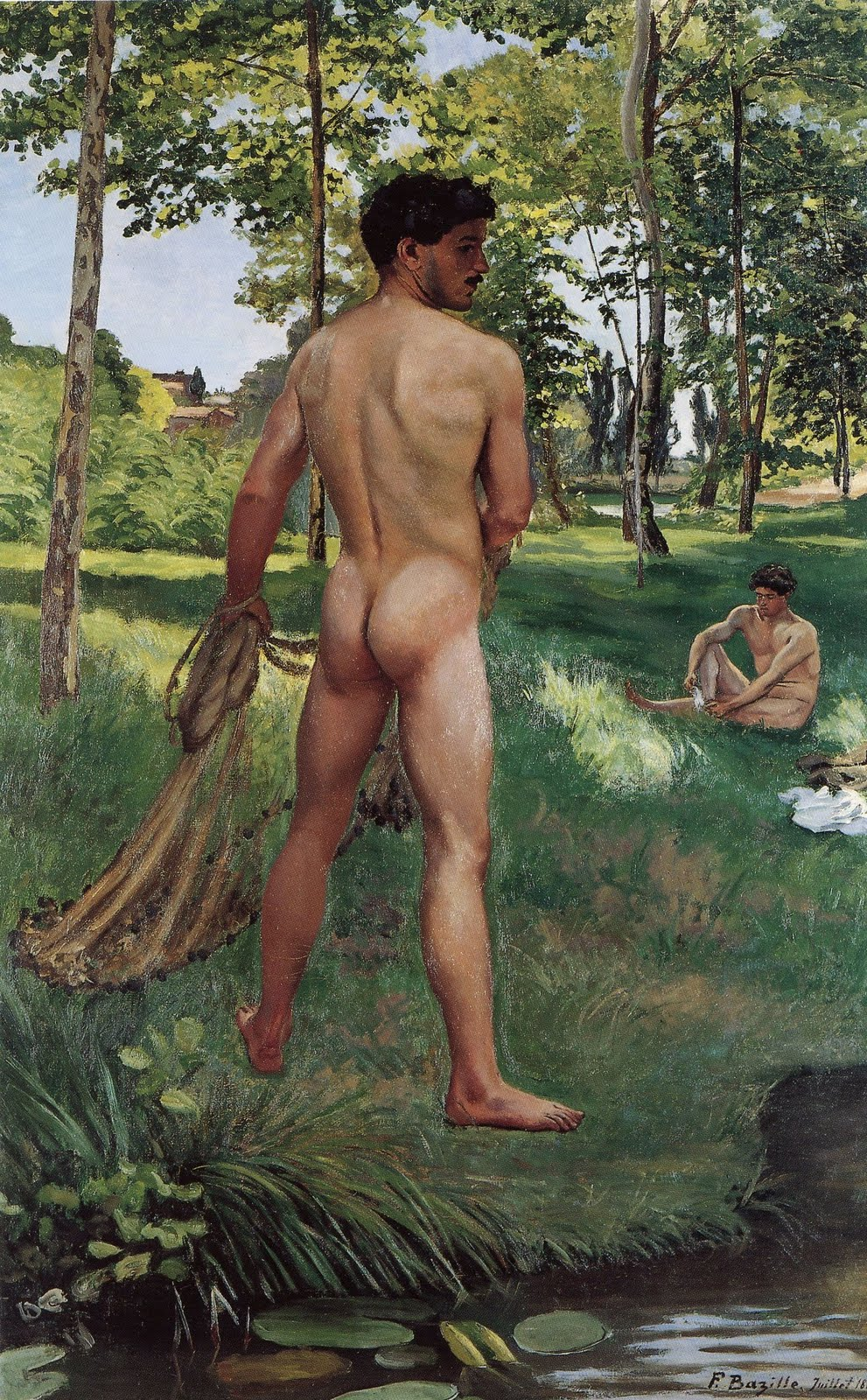
ماهیگیر با تور, ۱۸۶۸
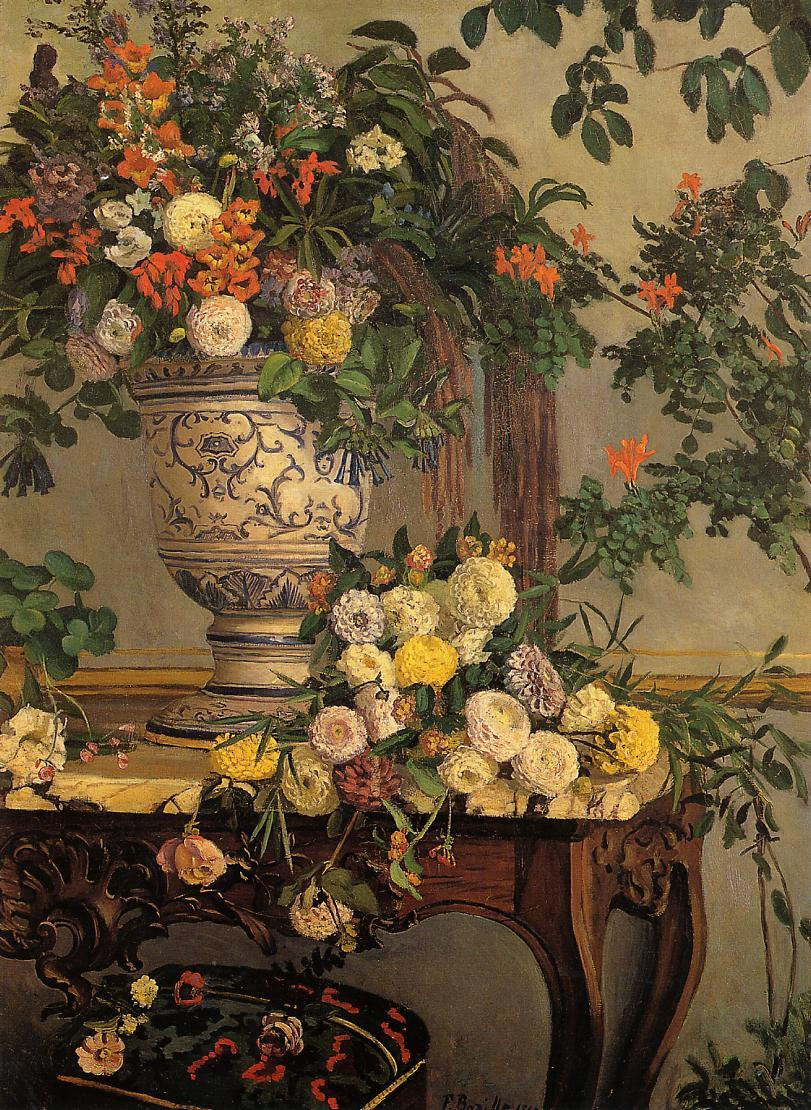
گلها — ۱۸۶۸
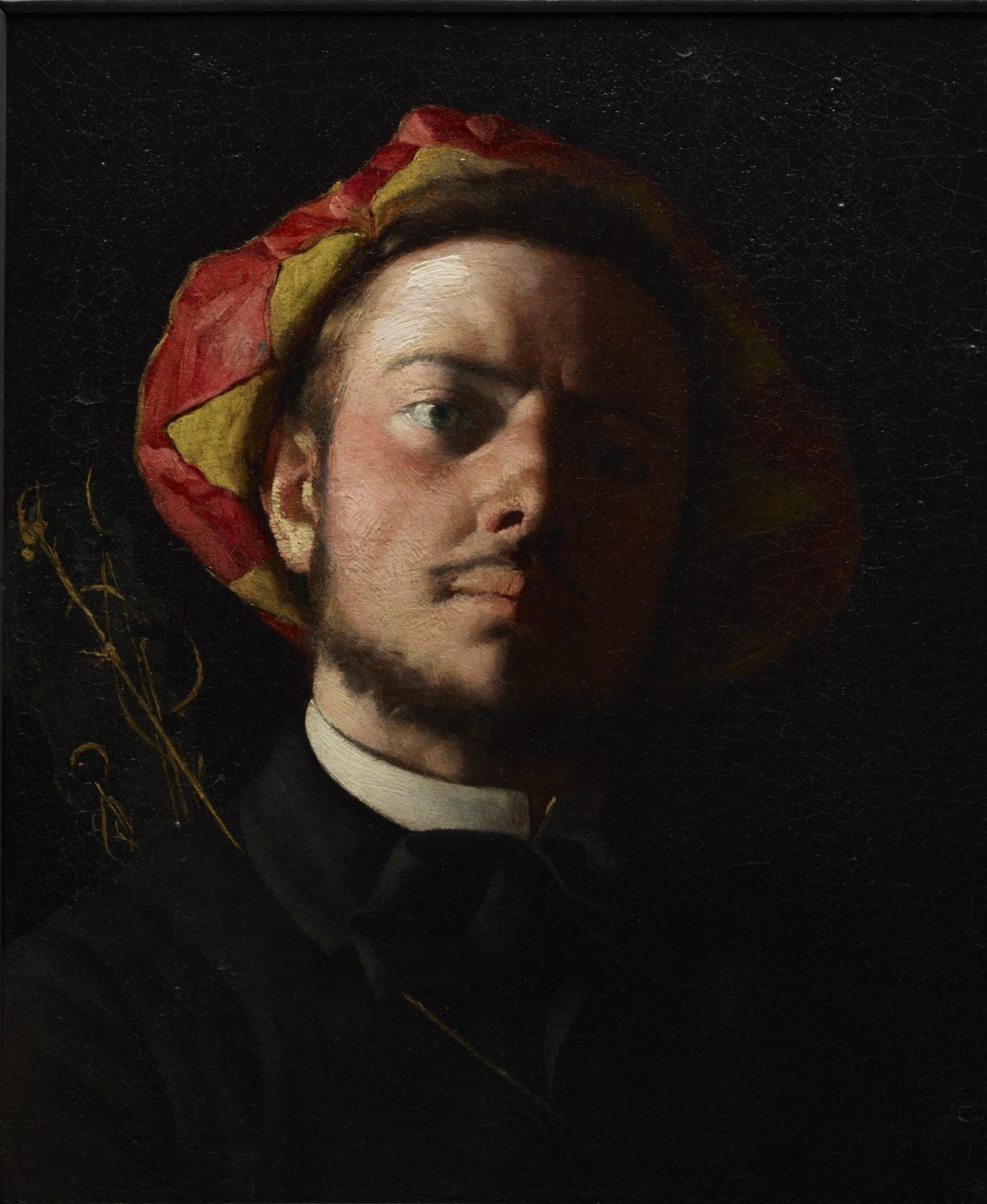
نگاره پل والری، ۱۸۶۸
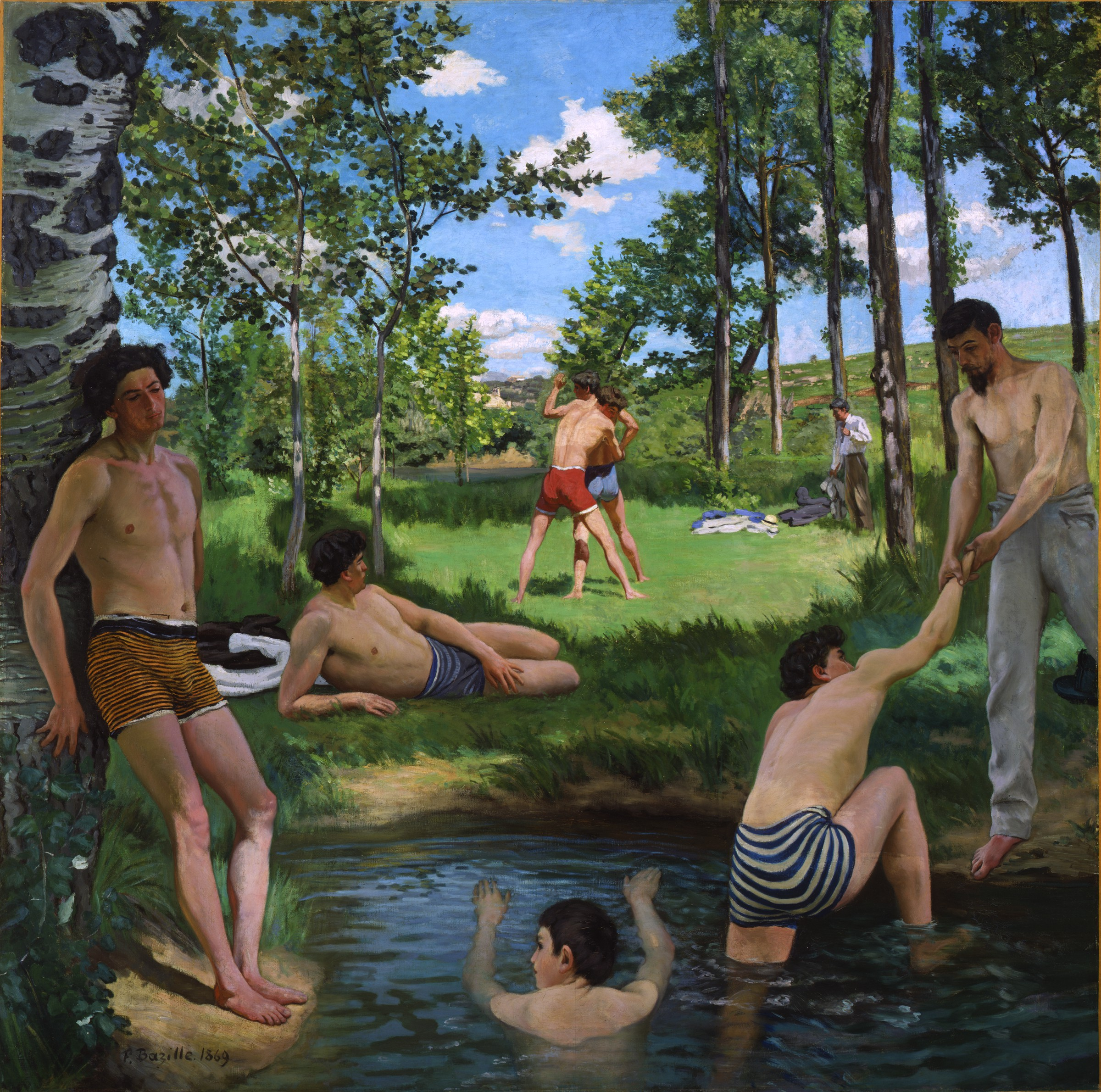
صحنه تابستان، ۱۸۶۹
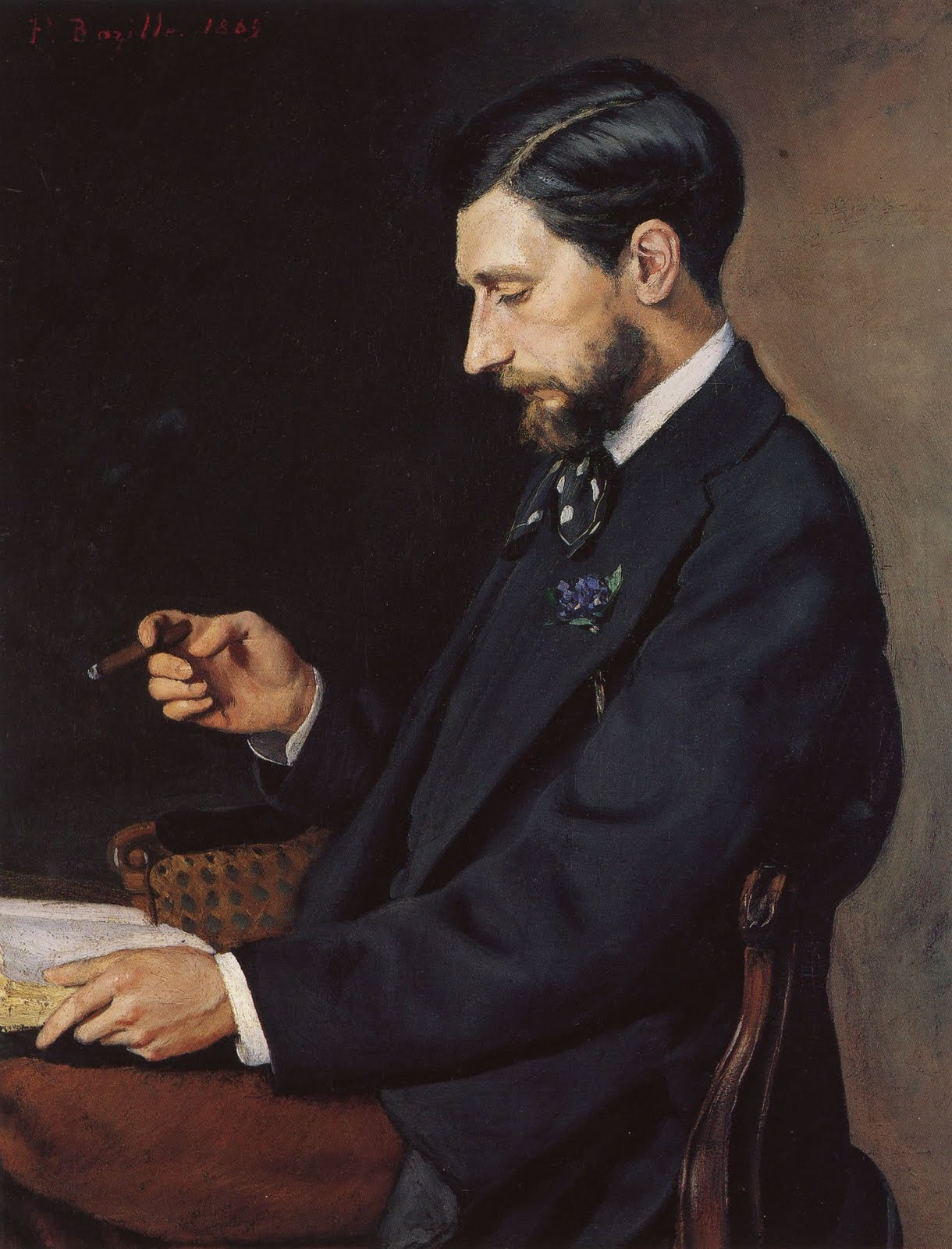
نگاره ادموند میتر ۱۸۶۹
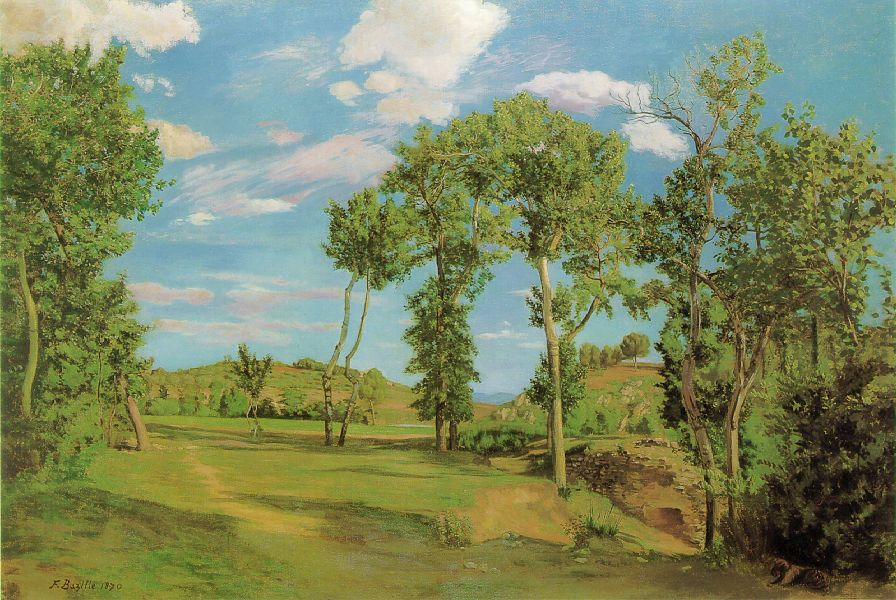
چشم‌انداز، ۱۸۷۰